# Rachel Roy
Rachel Irene Roy (15 de enero de 1974) es una diseñadora de moda estadounidense.

## Primeros años y educación
Nació en el condado de San Bernardino, California, y se crio en Seaside (California), como miembro de la Iglesia Adventista del Séptimo Día. Se graduó de Seaside High School. Su hermano Rajendra Roy es el conservador jefe de cine del Museo de Arte Moderno de Nueva York. La madre de Roy es neerlandesa y su padre es indio bengalí. Roy asistió a Columbia Union College (ahora llamada Washington Adventist University) en Takoma Park, Maryland y se fue para mudarse a la ciudad de Nueva York, donde trabajó como estilista de vestuario e hizo prácticas en la marca de moda Rocawear.

## Carrera
En Rocawear, ascendió al puesto de directora creativa de las divisiones de mujer y niños y conoció a su futuro marido, Damon Dash. En 2004, lanzó su colección de moda homónima.

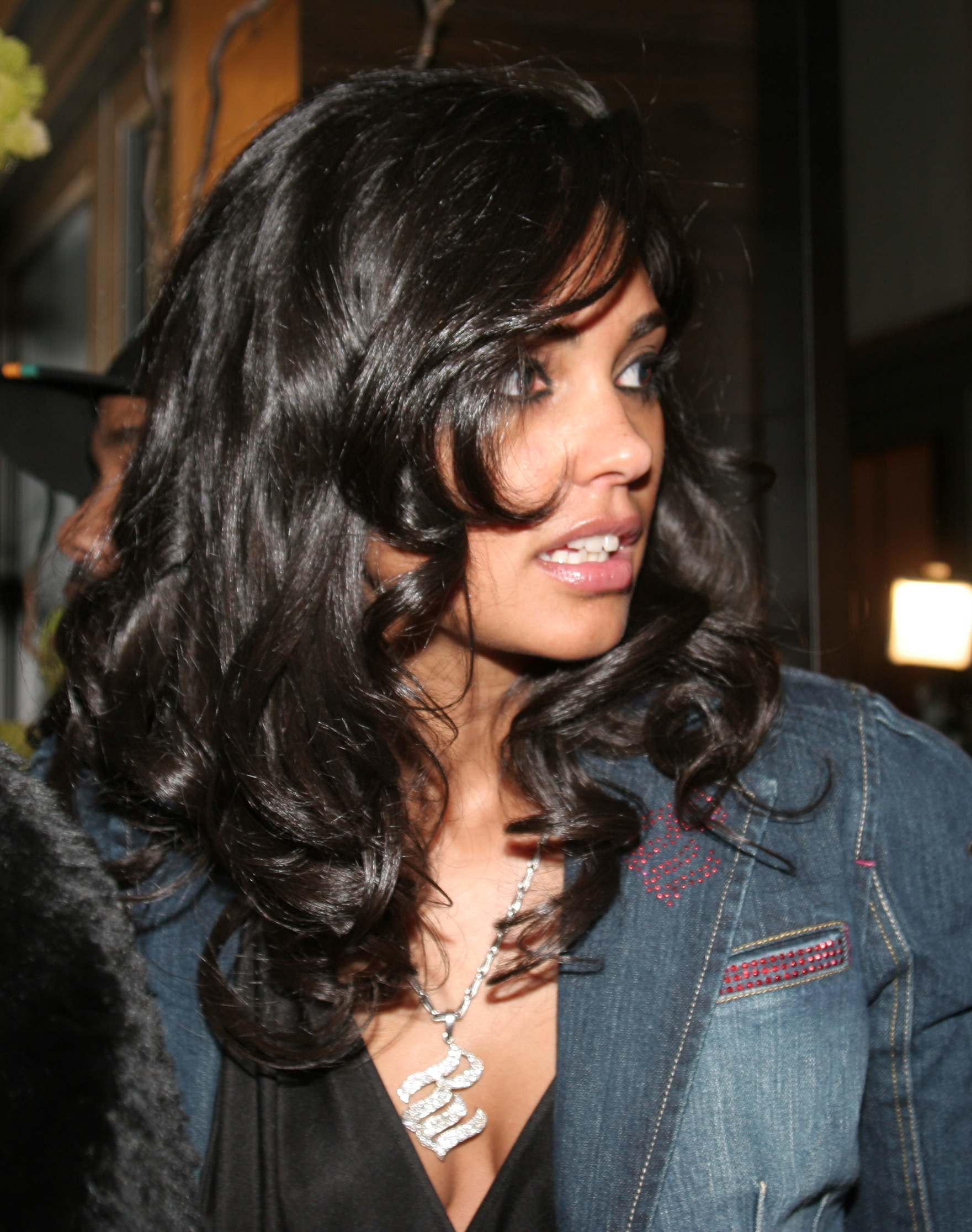
Roy en febrero de 2005.

A principios de 2006, recibió un premio de la industria de Bollywood por su contribución a la moda estadounidense. En 2007, fue incluida en el Consejo de Diseñadores de Moda de América. En junio de 2008, Jones Apparel Group formó una empresa conjunta con la marca Rachel Roy. Sin embargo, en 2013, Jones decidió venderse a otra empresa y liquidar la marca Rachel Roy. También planeaban vender sus marcas a otra empresa. Roy contraatacó y demandó a Jones Apparel. El juez estuvo de acuerdo en que ella tenía el 100% del control creativo de su empresa y podía decidir sobre el comprador. La demanda se resolvió y finalmente se vendió a Sycamore Partners. A partir de 2021, su empresa de moda, Royale Etenia LLC. , opera en asociación con Topson Downs. Royale posee el 36% de la empresa y Dash y Roy mantienen una propiedad del 50-50 de Royale.
También recibió publicidad en el mercado adolescente, incluso en Teen Vogue; en su edición de abril de 2009, hizo un «cómo hacerlo», donde transforma una camiseta normal en un atrevido vestido de fiesta.
En agosto de 2009, lanzó la colección RACHEL Rachel Roy, una línea de difusión asequible de ropa deportiva, zapatos y accesorios. La marca «RACHEL Rachel Roy» está disponible exclusivamente en Macy's en Estados Unidos y en The Bay en Canadá. También en el verano de 2009, Roy y la cantante pop británica ganadora del premio Grammy, Estelle, anunciaron a través del Twitter de Roy su colaboración en una línea de joyería para la colección RACHEL Rachel Roy de primavera de 2010. Diseñó una colección cápsula en colaboración con la modelo Jessica Stam para las tiendas Macy's y RachelRoy.com en el otoño de 2010. Ha recibido numerosos honores por sus esfuerzos como diseñadora, incluido un PREMIO ACE en noviembre de 2010. Es asesora de World of Children, una organización nacional sin fines de lucro que ayuda a niños desfavorecidos.
En 2018, fue nombrada Campeona de Innovación de ONU Mujeres y recompensada por su trabajo con la ONU para defender la igualdad de género y crear conciencia sobre temas relacionados. También es escritora. En 2015, escribió su primer libro, Design Your Life. Su segundo libro, 96 Words for Love, que coescribió con su hija Ava, se publicó en 2019.

### Clientes famosos
Entre sus clientes se incluyen Michelle Obama, Diane Sawyer, Kate Hudson, Jennifer Garner, Kim Kardashian, Iman, Lucy Liu, Sharon Stone, Tyra Banks, Wendy Williams, Penélope Cruz y Melania Trump.

## Vida personal
Se divorció de su primer marido, Yinka Dare, antes de su muerte por arritmia cardíaca en 2004. Ella y Damon Dash se casaron a finales de 2004, o en 2005, y tienen dos hijas. Ella solicitó el divorcio en 2009. En abril de 2015, a Roy se le concedió la custodia exclusiva de ambas hijas; ella solicitó una orden de protección contra Dash. El tribunal concedió a Roy y a sus hijas una orden de restricción de tres años contra Dash. Días después, Dash presentó una demanda contra ella, alegando incumplimiento de deberes fiduciarios y otras reclamaciones relacionadas con Royale Etenia, una empresa de moda que fundaron durante su matrimonio.